# Juan Zelarayán
Juan Zelarayán Montenegro (Monteros, provincia de Tucumán, 17 de enero de 1790-Río Colorado, Buenos Aires, 13 de julio de 1838) -citado con frecuencia como Juan Zelarrayán- fue un militar argentino que llegó al grado de coronel, y siendo comandante de la fortaleza Protectora Argentina, se sublevó contra Rosas en 1838.

## Biografía

### Familia
Nació en el seno de una antigua familia tucumana, de añejo arraigo en la provincia, fue bisnieto de Ygnacio de Çelayarán y Ugarte.
Fue bautizado de seis meses el 17 de enero de 1790, en la iglesia parroquial de Monteros, siendo sus padres Feliciana Montenegro y Lorenzo Zelarayán.
Se casó hacia 1828 con una vecina de Chascomús, Micaela Villarreal. Sus hijos fueron: Damiana, Ángela, Luis, Bernabela, Juan y Manuel.

### Actividad militar
En 1826 integró el contingente de tucumanos que partió a la guerra del Brasil bajo el mando del coronel José Ignacio Helguero. En la campaña de 1829 contra Lavalle, era uno de los tenientes de Rosas, y por su expuesta lealtad al naciente gobierno, se ganó un lugar en los confines de la frontera bonaerense. En diciembre de 1829 era comandante del 1.º escuadrón del Regimiento 5.º de Campaña (en Chascomús).
Integró las tropas de Rosas en la Campaña al Desierto, ganando prestigio por su arrojo y valentía en los enfrentamientos con los indios ranqueles; formaba en el Regimiento 5.º de Milicias de Caballería, que actuaba en la vanguardia comandada por el general Pacheco; al finalizar esta campaña, revistaba como teniente coronel del Regimiento 5.º de Campaña, del cual fue dado de baja el 3 de agosto de 1835 por haber pasado al recién creado Regimiento de Blandengues, como segundo del coronel Francisco Sosa.
En diciembre de 1835, era el comandante de esta fuerza, ya con el grado de coronel. Participó exitosamente en diversos combates contra los indios acaudillados por los caciques Cañuquis, Yanquetruz, Painé, Carriague, Cañuante y Calfino.

### Sublevación en 1838 y muerte
El 30 de julio de 1838, envió una carta a un camarada de armas, expresándole el descontento que existía en todos los sectores sociales con el gobierno. Le comentó que se preparaba una vasta conspiración: del 17 al 18 de agosto se sublevarían un escuadrón en Azul, otro en Dolores y los blandengues en Bahía Blanca, con el apoyo de diversos oficiales que levantarían partidas, y de los generales Rolón, Alvear y Vidal. Pero un prisionero que había sido invitado a participar lo delató y fue posteriormente capturado por una partida federal a las márgenes del río Colorado, luego de resistirse a balazos; con él cayó su asistente, el soldado Santiago Pardo. Su cabeza cortada fue enviada a Rosas y expuesta durante tres días en el patio del cuartel de Retiro ante el teniente coronel Manuel Germán Céspedes y el capitán José Ríos, que habían apoyado a Zelarayán en su intento de sublevación. Ríos enloqueció y murió quince días después.

### Personalidad-Recuerdo
Eduardo Gutiérrez traza una semblanza de su personalidad:
"Valiente y prestigioso, el comandante Zelarayán no omitía sacrificio para hacer triunfar su idea patriótica. Él personalmente, hacía los trabajos de tocar a éste o aquel amigo, como de llegar a los ranchos y proclamar a los paisanos con lenguaje sencillo y entusiasta. Zelarayán era un carácter noble y franco, pero serio y hombre de pocas palabras. Era muy competente para dirigir el movimiento que tramaba, pero poco a propósito para seducir afiliados, por su palabra breve e imperativa." 
Las calles Zelarrayán de la Ciudad Autónoma de Buenos Aires y de Bahía Blanca  recuerdan su personalidad.